# Copa del Generalísimo de fútbol 1948-49
La Copa del Generalísimo de fútbol 1948-49 fue la edición número 45 de dicha competición española. Contó con la participación de 112 equipos.

## Fase final

### Octavos de final
La ronda de los octavos de final tuvo lugar los días 21 de abril, los partidos de ida; y 24 de abril de 1949, los de vuelta.
| Local ida                    | Resultado global         | Local vuelta              | Ida   | Vuelta  |
| ---------------------------- | ------------------------ | ------------------------- | ----- | ------- |
| R. C. D. Español             | 3 - 2                    | R. C. Celta de Vigo       | 3 - 1 | 0 - 1   |
| Club Gimnástico de Tarragona | 5 - 4                    | Albacete Balompié         | 5 - 1 | 0 - 3   |
| Real Madrid C. F.            | 3 - 3 (1 - 3, desempate) | Atlético de Bilbao        | 2 - 2 | 1 - 1   |
| R. C. Deportivo de La Coruña | 0 - 1                    | Valencia C. F.            | 0 - 1 | No hubo |
| Real Sociedad de Fútbol      | 4 - 0                    | Real Oviedo               | 4 - 0 | No hubo |
| C. F. Barcelona              | 9 - 0                    | Girona C. F.              | 9 - 0 | No hubo |
| Granada C. F.                | 4 - 1                    | Real Valladolid Deportivo | 4 - 1 | No hubo |
| Club Atlético de Madrid      | 2 - 1                    | Sevilla C. F.             | 2 - 1 | No hubo |

### Cuartos de final
La ronda de cuartos de final tuvo lugar entre los días 1 de mayo, los partidos de ida; y 8 de mayo de 1949, los de vuelta.
| Local ida          | Resultado global | Local vuelta                 | Ida   | Vuelta |
| ------------------ | ---------------- | ---------------------------- | ----- | ------ |
| R. C. D. Español   | 7 - 6            | Club Atlético de Madrid      | 6 - 1 | 1 - 5  |
| Atlético de Bilbao | 3 - 2            | Club Gimnástico de Tarragona | 3 - 0 | 0 - 2  |
| Granada C. F.      | 2 - 7            | C. F. Barcelona              | 2 - 2 | 0 - 5  |
| Valencia C. F.     | 5 - 3            | Real Sociedad de Fútbol      | 3 - 2 | 2 - 1  |

### Semifinales
La ronda de semifinales tuvo lugar entre el 15 de mayo, los partidos de ida; y el 22 de mayo de 1949, los de vuelta.
| Local ida        | Resultado global | Local vuelta       | Ida   | Vuelta |
| ---------------- | ---------------- | ------------------ | ----- | ------ |
| R. C. D. Español | 3 - 8            | Atlético de Bilbao | 1 - 2 | 2 - 6  |
| Valencia C. F.   | 5 - 4            | C. F. Barcelona    | 3 - 1 | 2 - 3  |

### Final de consolación
La final de consolación de la Copa del Generalísimo 1948-49 tuvo lugar el 29 de mayo de 1949 en el estadio de Les Corts de Barcelona.
| Domingo 29 de mayo de 1949, 18:00 | C. F. Barcelona                 | 3 - 1 | R. C. D. Español | Estadio de Les Corts, Barcelona |                                |
|                                   | Serratusell 27' · Canal 42' 61' |       | Calvo 35'        | Árbitro(s): Álvarez-Santuliano  | Árbitro(s): Álvarez-Santuliano |

### Final
La final de la Copa del Generalísimo 1948-49 tuvo lugar el 29 de mayo de 1949 en el estadio de Chamartín de Madrid.
| -          | PO         | Eizaguirre        |  |
| -          | DF         | Vicente Asensi    |  |
| -          | DF         | Álvaro            |  |
| -          | DF         | Luis Díaz         |  |
| -          | MC         | Salvador Monzó    |  |
| -          | MC         | Antonio Puchades  |  |
| -          | DE         | Epi               |  |
| -          | DE         | Pasieguito        |  |
| -          | DE         | Mundo             |  |
| -          | DE         | Igoa              |  |
| -          | DE         | Vicente Seguí     |  |
| Entrenador | Entrenador | Jacinto Quincoces |  |

| -          | PO         | Lezama      |  |
| -          | DF         | Celaya      |  |
| -          | DF         | Bertol      |  |
| -          | DF         | Barrenechea |  |
| -          | MC         | Canito      |  |
| -          | MC         | Arrieta     |  |
| -          | DE         | Bilbao      |  |
| -          | DE         | Venancio    |  |
| -          | DE         | Zarra       |  |
| -          | DE         | Panizo      |  |
| -          | DE         | Gaínza      |  |
| Entrenador | Entrenador | Henry Bagge |  |

|  | 62' | Epi | 1-0 |

| Árbitro: | Julían Arqué |

| -          | PO         | Eizaguirre        |  |
| -          | DF         | Vicente Asensi    |  |
| -          | DF         | Álvaro            |  |
| -          | DF         | Luis Díaz         |  |
| -          | MC         | Salvador Monzó    |  |
| -          | MC         | Antonio Puchades  |  |
| -          | DE         | Epi               |  |
| -          | DE         | Pasieguito        |  |
| -          | DE         | Mundo             |  |
| -          | DE         | Igoa              |  |
| -          | DE         | Vicente Seguí     |  |
| Entrenador | Entrenador | Jacinto Quincoces |  |

| -          | PO         | Lezama      |  |
| -          | DF         | Celaya      |  |
| -          | DF         | Bertol      |  |
| -          | DF         | Barrenechea |  |
| -          | MC         | Canito      |  |
| -          | MC         | Arrieta     |  |
| -          | DE         | Bilbao      |  |
| -          | DE         | Venancio    |  |
| -          | DE         | Zarra       |  |
| -          | DE         | Panizo      |  |
| -          | DE         | Gaínza      |  |
| Entrenador | Entrenador | Henry Bagge |  |

|  | 62' | Epi | 1-0 |

| Árbitro: | Julían Arqué |

|                        |
| Campeón VALENCIA C. F. |
| 2.° título             |